# Georg Caspar Wecker
Georg Caspar Wecker (Neurenberg, 2 april 1632 - aldaar, 20 april 1695) was een Duitse organist en componist. Hij stond als organist goed bekend en speelde een belangrijke rol in het Neurenburger muziekonderwijs.

## Levensloop
George Caspar Wecker was de zoon van Johann Wecker en Agnes Schneider. Als jongeling bleek hij al een muzikaal talent. Hij kreeg aanvankelijk les van zijn vader Johann en werd verder geschoold door de organist Johann Erasmus Kindermann.
In 1651 werd Wecker benoemd tot organist van de Walburgkerk. Drie jaar later volgde een aanstelling bij de Lievevrouwekerk en in 1655 volgde hij Kindermann op bij de St. Egidienkirche.
Wecker trouwde in 1658 met Anna Maria Löhner, zuster van componist Johann Löhner.
In 1686 kreeg Wecker een aanstelling bij de Sint-Sebalduskerk, de belangrijkste kerk van Neurenberg. Na Weckers overlijden in 1695 zou Johann Pachelbel hem daar opvolgen als organist.

### Muziekonderwijs
Wecker speelde een belangrijke rol in het muziekonderricht in Neurenberg. Hij stond in een traditie die begon met Johann Staden. Via diens leerling Kindermann werd de traditie doorgegeven aan Wecker en Heinrich Schwemmer, die zelf weer docent werden van een nieuwe generatie musici waaronder Maximilian Zeidler, Johann Krieger en Johann Pachelbel. Waar Schwemmer zich vooral toelegde op zang en muzikale basiskennis, richtte Wecker zich in de vervolglessen op klavierinstrumenten en compositie.

## Werken
Er zijn weinig muziekstukken van Wecker bewaard gebleven. Tot de belangrijkste van zijn werken behoren vijf cantates. Verder zijn er een fuga voor klavier, een seculier zangstuk en 37 religieuze gezangen behouden.
Wecker sloot qua stijl aan bij de andere Neurenbergse componisten. Zijn muziek komt zeer behoudend en fantasieloos over, zonder enige vorm van innovatie. Zo blijven de zanggedeeltes verstoken van instrumentale begeleiding, waardoor de klankkleur matig blijft. Pas als de zang is afgelopen zetten de violen in, waarbij wordt nagelaten om thema's te hergebruiken. Ook wordt geen gebruik gemaakt van dissonantie.